# Zebenzuí
Zebenzuí, o Zebenzayas, fue un archimencey e  hidalgo que poseyó el señorío de Punta del Hidalgo, en Aguere. Él fue también mayoral de haciendas y ganados de Tegueste y participó en la conquista de Tenerife, luchando contra los conquistadores.

## Biografía
Según el historiador Núñez de la Peña, Zebenzui era hijo bastardo de Tinerfe, quien le legó el señorío de Punta del Hidalgo. En cualquier caso, el parentesco padre-hijo entre él y Tinerfe se ha puesto en duda. Más probable es que fuera hijo de Aguahuco, quien sí podría haber sido hijo de Tinerfe y, a su vez, quien recibió el señorío antes mencionado, por lo que Zebenzui solo lo heredó de él. Por otro lado, poseía el título de "archi-mencey".
Conocido, al igual que su padre Aguahuco, como el hidalgo pobre, el cronista Pierre Bontier señala que el hidalgo solía cometer hurto. De hecho, parece que solía robar los bienes de otros menceyatos, apropiándose, al menos, de sus ganados y frutas. Estas acciones llevaron a algunos pastores a informar del asunto al mencey Bencomo, el más importante de la isla. El mencey reprendió a Zebenzuí en la propia cueva de este mientras el hidalgo comía un cabrito robado, lo que lo hizo cambiar de opinión con respecto a la realización de hurtos y dar un paso atrás. Así, aunque no pudo dar su perdón a Bencomo porque este abandonó la cueva justo después de su reemprendimiento, sí se encontró con Tegueste II, el mencey de la región del mismo nombre, a quien le explicó lo sucedido con Bencomo y se disculpó por sus actos. Esto estableció la amistad entre ambos y Tegueste II le concedió el título de mayoral de haciendas y ganados de Tegueste.
Progresivamente, Zebenzuí fue adquiriendo fama de bravo. Así, Bontier relata como los distintos menceyes, especialmente Beneharo, el de Anaga, solían regalarle gofio todos los años como muestra de respeto por la valentía del que era reconocido.
Zebenzui se incorporó al conflicto militar entre los guanches y los castellanos cuando estos intentaron conquistar Tenerife en el siglo XV. Aliándose con Tegueste II, lograron formar una tropa de 1.200 hombres.

## Legado
Punta del Hidalgo debe su nombre, precisamente, al hidalgo Zebenzui, debido a que ese fue su señorío.